# Albert Speer
Albert Speer (født Berthold Konrad Hermann Albert Speer den 19. marts 1905 i Mannheim, død 1. september 1981 i London) var en tysk arkitekt, der under 2. verdenskrig var rustningsminister (Reichsminister für Bewaffnung und Munition) i Nazi-Tyskland. Længe inden ministerudnævnelsen havde Speer været Adolf Hitlers foretrukne arkitekt.
Speer blev medlem af nazistpartiet i 1931. Hans evner som arkitekt gjorde ham stadig mere kendt i partiet, og han kom med i Hitlers inderkreds. Hitler gav ham til opgave at tegne og bygge en række bygninger og anlæg, herunder det nye rigskancelli og paradeanlægget til partimøderne i Nürnberg – de såkaldte Reichsparteitage. Speer udfærdigede efter Hitlers ordre planer for Welthauptstadt Germania – en omfattende ombygning af Berlin, som skulle finde sted efter krigen, og som blandt andet indebar opførelse af enorme bygninger, anlæggelse af brede boulevarder og reorganisering af byens transportsystem.
Som rustningsminister lykkedes det for Speer at øge den tyske krigsproduktion til langt hen i 1944 på trods af massive og ødelæggende bombardementer fra De Allierede. Efter krigen blev han stillet for krigsforbryderdomstolen i Nürnberg og blev idømt 20 års fængsel for sin rolle i det nazistiske styre, først og fremmest på grund af anvendelsen af tvangsarbejdere. Som "nazisten, der sagde undskyld", påtog han sig ved Nürnbergprocessen og i sine udgivne erindringer et generelt ansvar for de forbrydelser, der var begået af det nazistiske styre i Tyskland. Der hersker dog fortsat usikkerhed om, hvorvidt Speer spillede en konkret rolle i nazisternes forfølgelse af jøder og om, hvor meget han kendte til Holocaust. Han udstod det meste af sin straf i Spandau-fængslet i Vestberlin.
Speer udgav efter sin løsladelse i oktober 1966 to selvbiografiske bøger, som blev bestsellere: Fra triumf til katastrofe (originaltitel Erinnerungen) og Spandauer Tagebücher, som detaljeret beskriver hans tætte, personlige forhold til Hitler og gav læsere og historikere et enestående indblik i, hvorledes det nazistiske styre fungerede. Han skrev senere en tredje bog, Der Sklavenstaat – meine Auseinandersetzungen mit der SS, om SS. Speer døde af et slagtilfælde i 1981, mens han var på besøg i London.

## Tidlige år
Speer blev født i Mannheim i en velhavende middelstandsfamilie. Han var den anden af Albert og Luise Speers tre sønner. I 1918 flyttede familien permanent til deres sommerbolig på Schloss-Wolfsbrunnenweg i Heidelberg. "Kærlighed og varme var fraværende i hjemmet i Speers ungdom", ifølge Henry T. King, viceanklager i Nürnberg, som skrev en bog om Speer. Speer ville oprindeligt være matematiker, men hans far sagde, at hvis han valgte en sådan levevej, ville han komme til at "leve et liv uden penge, position og fremtid". I stedet fulgte Speer i sin fars og bedstefars fodspor og studerede arkitektur.
Speer begyndte sine arkitekturstudier på Universität Karlsruhe (TH) i stedet for en af de mere prestigefyldte uddannelsesinstitutioner, fordi hyperinflationskrisen i 1923 begrænsede hans forældres indkomst. Da krisen i 1924 var overstået, skiftede han til det "langt mere velanskrevne" Technische Universität München. I 1925 skiftede han igen institution – denne gang til Technische Universität Berlin – hvor han studerede under Heinrich Tessenow, som Speer beundrede meget. Året efter eksamen i 1927 blev Speer Tessenows assistent, en stor ære for en mand på 23. Som Tessenows assistent underviste Speer i nogle af hans fag, mens han fortsatte sine egne videregående studier. I München og senere i Berlin indledte Speer et nært langvarigt venskab med Rudolf Wolters, som også studerede hos Tessenow.
I sommeren 1922 begyndte Speer at kurtisere Margarete Weber (1905–1987). Speers klassebevidste mor, som følte at Weber-familien var socialt lavere rangerende (Herr Weber var en dygtig håndværker, som beskæftigede 50 arbejdere), rynkede på næsen af forholdet. Trods denne modstand blev de to gift i Berlin den 28. august 1928, men der gik syv år inden Margarete Speer første gang blev inviteret til at bo i sine svigerforældres hus.

## Naziarkitekt

### Ind i nazistpartiet (1931–1934)
Speer har udtalt, at han som ung var upolitisk og kun deltog i et nazistisk møde i Berlin i december 1930 fordi nogle af hans studerende indtrængende havde opfordret ham til det. Han blev overrasket over at se Hitler klædt i et pænt blåt jakkesæt frem for den brune uniform, han optrådte i på nazistiske plakater, og blev meget imponeret ikke blot af Hitlers forslag, men også af manden selv. Adskillige uger senere deltog han i et nyt møde, selv om taleren her var Joseph Goebbels. Speer blev bekymret over den måde, Goebbels oppiskede forsamlingen til hysteri. Trods sin bekymring kunne Speer ikke frigøre sig fra det indtryk, Hitler havde gjort på ham. Den 1. marts 1931 meldte han sig ind i NSDAP og blev medlem nr. 474.481.
Speers første stilling i partiet var som leder af partiets bilistforening i Berlinforstaden Wannsee. Han var den eneste nazist i byen, der havde bil. Speer rapporterede til partilederen i Berlins Westend, Karl Hanke, som ansatte Speer – uden løn – til at indrette en bygning, som han netop havde lejet. Hanke var begejstret over resultatet.
I 1931 opgav Speer sin stilling som Tessenows assistent på grund af lønnedgang og flyttede til Mannheim i håb om at kunne bruge sin fars forbindelser til at få opgaver. Det havde han ikke større held med, og hans far gav ham arbejde som leder af den ældre Speers ejendomme. I juli 1932 besøgte Speer sammen med sin kone Berlin for at hjælpe partiet inden valget til rigsdagen. Mens de var i Berlin, anbefalede Hanke den unge arkitekt til Joseph Goebbels til at hjælpe med at renovere partiets hovedkvarter i Berlin. Speer, som var på vej på på ferie med sin kone til Østpreussen, accepterede opgaven. Da den var løst, vendte Speer tilbage til Mannheim og blev der under Hitlers magtovertagelse i januar 1933.
Efter magtovertagelsen kaldte Hanke Speer tilbage til Berlin. Goebbels, den nye propagandaminister, gav Speer til opgave at renovere ministeriets bygning på Wilhelmplatz. Speer stod også for 1. maj-arrangementet i 1933 i Berlin. I sine erindringer skrev han, at da han så det oprindelige udkast for mødet i Berlin på Hankes skrivebord, bemærkede han, at det ville komme til at ligne en skyttefest. Hanke, som nu var Goebbels' statssekretær (viceminister), opfordrede ham til at gøre det bedre. Hitler var, som Speer senere fandt ud af, begejstret for ideen med enorme flag). Goebbels tog æren for det. Tessenow var ikke så begejstret: "Tror De, at De har skabt noget særligt? Det er prangende, det er det hele."
Tilrettelæggerne af Partidagen i 1933 bad Speer om at indsende tegninger. De bragte ham i kontakt med Hitler for første gang. Hverken tilrettelæggerne eller Rudolf Hess turde godkende hans planer, og Hess sendte Speer til Hitlers lejlighed i München for at få hans godkendelse. Da Speer trådte ind, var den nye rigskansler i gang med at rense en pistol, som han lagde væk for at kaste et kort interesseret blik på planerne, hvorpå han godkendte dem uden at se på den unge arkitekt. De skaffede Speer hans første nationale post som nazipartiets "kommissionerede for det kunstneriske og tekniske udseende af partimøder og demonstrationer".
Speers næste store opgave var at være forbindelsesled til byggefagene i Berlin under Paul Troosts renovering af rigskancelliet. Som rigskansler havde Hitler residens i bygningen og kom hver dag for at blive orienteret af Speer og bygningsinspektøren om renoveringens gang. Efter et af disse møder inviterede Hitler Speer på frokost til arkitektens store begejstring. Hitler udviste betydelig interesse for Speer under frokosten og fortalte ham senere, at han havde været på udkig efter en ung arkitekt, som kunne realisere hans drømme om det nye Tyskland. Speer blev hurtigt en del af Hitlers inderkreds. Han skulle møde op hos Hitler om morgenen til en spadseretur eller samtale, være konsulent i arkitekturforhold og diskutere Hitlers ideer. De fleste dage blev han inviteret på middag.
De to mænd fandt ud af, at de havde meget til fælles. Hitler beskrev Speer som en "broder i ånden", for hvem han altid havde næret "de varmeste menneskelige følelser".  Den unge ambitiøse arkitekt var blændet af sin hurtige opstigen og nære tilknytning til Hitler, som sikrede ham en strøm af opgaver fra regeringen og fra partitoppen. Speer udtalte i Nürnberg: "Jeg tilhørte en kreds, som bestod af andre kunstnere og hans personlige stab. Hvis Hitler overhovedet havde haft venner, ville jeg bestemt have været en af hans nære venner."

### Det tredje riges øverste arkitekt (1934–1939)
Da Troost døde den 21. januar 1934, blev Speer i praksis partiets ledende arkitekt. Hitler udnævnte Speer til leder af Det ledende byggekontor, hvilket nominelt placerede ham i Rudolf Hess' stab.
En af Speers første opgaver efter Troosts død var Zeppelinfeld stadion – paradeområdet, som endnu ikke var bygget, da Leni Riefenstahl lavede sit propagandafilm-mesterværk Triumph des Willens i 1934. Den store paraplads er her Luitpold Arena. Zeppeliner Feld, der var endnu større, kunne rumme 340.000 mennesker. Tribunen var påvirket af Pergamon Alteret i Anatolien, men var forstørret til en enorm skala. Speer insisterede på, at så mange begivenheder som muligt skulle afholdes om aftenen, både for at gøre sine lyseffekter mere bemærkelsesværdige og for at nedtone synet af de enkelte nazister, hvoraf mange var overvægtige. Speer omringede stedet med 130 søgelys. De skabte en en "katedral af lys" eller, som det blev kaldt af den britiske ambassadør Sir Nevile Henderson, en "katedral af is". Speer beskrev det som sit smukkeste værk, og et som har overlevet tidens tand.
Nürnberg skulle efter planerne have mange flere officielle nazistiske bygninger, men de fleste blev aldrig bygget. Det gjaldt Deutsches Stadion, som skulle have plads til 400.000 tilskuere, mens en endnu større paradeplads, Märzfeld (Marsmarken), beregnet for våbenrevyer, skulle kunne rumme en halv million mennesker. Den var flankeret af borgagtige tårne, der kun blev delvis færdiggjort, og i 1960erne blev sprængt bort.
Samtidig med at han planlagde det, opfandt Speer begrebet "ruinværdi", dvs. at store bygninger skulle bygges på en sådan måde, at de ville efterlade æstetiske ruiner i tusinder af år. Sådanne ruiner skulle vidne det Det tredje riges storhed, lige som antikke græske eller romerske ruiner var symbol på storheden i disse civilisationer. Hitler gik begejstret ind for konceptet og gav ordre til, at alle betydningsfulde bygninger i riget skulle bygges i overensstemmelse hermed.

Speer kunne ikke undgå at se de brutale overgreb, som det nazistiske styre begik, selv om de havde beskeden effekt på ham. Kort efter De lange knives nat gav Hitler Speer ordre til at tage håndværkere med til bygningen, som rummede vicekansler Franz von Papens kontorer, og begynde at omdanne den til et sikkerhedshovedkvarter, selv om det stadig var optaget af von Papens embedsmænd. Speer og hans gruppe gik ind i bygningen, hvor de kom til at stå over for en blodpøl, angiveligt fra liget af Herbert von Bose, von Papens sekretær, som var blevet dræbt der. Speer fortalte, at synet ikke påvirkede ham – udover at han undgik det pågældende rum.
Da Hitler ikke syntes om Werner Marchs tegninger til Berlins Olympiske Stadion til de olympiske sommerlege i 1936, som var for modernistiske, ændrede Speer planerne ved at tilføje en stenoverflade. Speer tegnede den tyske pavillon til internationale udstilling i Paris i 1937. Den tyske og den sovjetiske pavillon stod over for hinanden. Da han ved spionage fandt ud af, at det sovjetiske projekt omfattede to kolossale figurer, som så ud til at overstråle den tyske bygning, ændrede Speer sin plan, så den kom til at omfatte en stor kube, der visuelt skulle virke som en stopklods for Sovjetunionens fremstød og med en stor ørn øverst, som kiggede ned på dem (i vestlig retning!). Begge pavilloner fik guldmedaljer.
I 1937 udnævnte Hitler Speer til Generalbauinspektor i rigshovedstaden med rang af viceminister i rigsregeringen. Posten indeholdt ekstraordinære beføjelser over byen Berlin og betød, at Speer kun var underlagt Hitler. Det betød også, at Speer blev medlem af rigsdagen, selv om denne forsamling efter bemyndigelsesloven i 1933 havde meget lidt at skulle have sagt. Hitler beordrede Speer til at lave planer for ombygning af Berlin. Planerne var fokuseret på en fem km lang boulevard fra nord mod syd, som Speer kaldte Prachtstrasse (pragtgaden) eller "nord-syd aksen". Speer planlagde at bygge Volkshallei den nordlige ende af boulevarden. Det var en enorm forsamlingsbygning med en kuppel på over 210 meter og med plads til 180.000 mennesker. I den sydlige ende af aksen skulle der bygges en triumfbue, som skulle være næsten 130 meter høj og kunne rumme Triumfbuen i Paris i åbningen. 2. verdenskrigs udbrud i 1939 førte til udsættelse og senere opgivelse af disse planer. En del af pladsen, som skulle bruges til boulevarden, skulle fremskaffes ved at samle Berlins jernbanelinjer. Speer tilknyttede Wolters som medlem af sin gruppe af arkitekter med særligt ansvar for pragtgaden. Da Speers far så modellen af det nye Berlin, sagde han til sin søn: "Du er blevet fuldstændig sindssyg.". Der var formentlig blot, ligesom i tilfældet Hitler, tale om storhedsvanvid, megalomani.
I januar 1938 bad Hitler Speer om at bygge et nyt Rigskancelli på samme sted som det eksisterende og sagde, at han havde brug for det i en fart af udenrigspolitiske årsager og ikke senere end den 10. januar 1939 til nytårskuren for diplomater. Det var et enormt projekt, da det eksisterende kancelli var i fuld gang. Efter at have konsulteret sine assistenter gik Speer ind på at gennemføre opgaven. Selv om området ikke kunne ryddes før i april, lykkedes det Speer at bygge den store, imponerende bygning på ni måneder. Bygningen omfattede marmorgalleriet på 146 m, næsten dobbelt så langt som Spejlsalen på slottet i Versailles. Speer beskæftigede tusinder af arbejdere i toholdsskift. Hitler, som havde holdt sig væk fra projektet, blev overvældet, da Speer afleverede det fuldt møbleret to dage før tiden. Tessenow var knap så imponeret og sagde til Speer, at han skulle have brugt ni år på projektet. Det nye kancelli blev beskadiget under Slaget om Berlin i 1945 og blev efterfølgende nedrevet af sovjetrusserne, som brugte marmoret til det sovjetiske krigsmindesmærke i Tiergarten, omtrent hvor Speers Grosse Strasse (Nord-syd-aksen, der førte fra Kuppelhallen i N til Centralbanegården i S,og skulle munde ud i Øst-vest-aksen i Tiergarten, foran pladsen med Kuppelhallen. .
Under kancelliprojektet indtraf pogromen under krystalnatten. Speer omtalte den ikke i første udkast til sine Erindringer, og det var kun efter indtrængende råd fra sin forlægger, at han tilføjede at have set ruinerne af centralsynagogen i Berlin fra sin bil.

### Krigstidsarkitekt (1939–1942)
Speer støttede Felttoget i Polen og den efterfølgende krig, selv om han erkendte, at det i mindste fald ville føre til udsættelse af hans arkitektoniske drømme. I sine senere år forklarede Speer sin levnedsbeskriver Gitta Sereny, hvordan han følte i 1939: "Jeg var selvfølgelig fuldt ud klar over, at Hitler prøvede på at komme til at dominere Verden ... på det tidspunkt bad jeg ikke om noget bedre. Det var hele pointen i mine bygninger. De ville have set groteske ud, hvis Hitler havde siddet stille i Tyskland. Alt, hvad jeg ønskede, var, at denne store mand skulle dominere kloden."
Speer stillede sin lejlighed til rådighed for Wehrmacht. Da Hitler protesterede og sagde, at det ikke var Speers opgave at beslutte, hvordan hans arbejdere skulle anvendes, ignorerede Speer ham simpelthen. Blandt Speers fornyelser var hurtigtudrykkende styrker til at bygge veje eller fjerne murbrokker. Inden længe blev disse styrker brugt til at rydde op efter bombenedslag. Efterhånden som krigen fortsatte, først med store tyske sejre, fortsatte Speer det forberedende arbejde på planerne for Berlin og Nürnberg, fordi Hitler insisterede, og Speer ikke kunne overbevise ham om behovet for at udskyde fredstidsbyggeprojekter. Speer førte også tilsyn med byggerier for Wehrmacht og Luftwaffe og opbyggede en betydelig organisation til at håndtere dette arbejde.
I 1940 foreslog Josef Stalin, at Speer skulle besøge Moskva. Stalin havde især været imponeret af Speers arbejde i Paris og ønskede at møde "rigets arkitekt". Hitler svingede mellem morskab og vrede og tillod ikke Speer at rejse af frygt for, at Stalin ville gemme Speer i et rottehul, indtil et nyt Moskva rejste sig. Da Tyskland invaderede Sovjetunionen i 1941, begyndte Speer trods Hitlers forsikringer at tvivle på, at projekterne i Berlin nogensinde ville blive færdiggjort.

## Rustningsminister

### Udnævnelse og stigende magt
Den 8. februar 1942 omkom rustningsminister Fritz Todt ved et flystyrt kort efter starten fra Hitlers østhovedkvarter i Rastenburg. Speer, som var kommet til Rastenburg den foregående aften, havde taget mod Todts tilbud om at flyve med ham til Berlin, men havde aflyst det nogle timer inden afgang pga. træthed efter rejsen og et sent natligt møde med Hitler. Samme dag udpegede Hitler Speer som Todts efterfølger på alle hans poster. I sine erindringer husker Speer mødet med Hitler og sin egen tøven over at påtage sig et ministeransvar, som han kun accepterede, fordi Hitler beordrede ham til det. Speer nævnte også, at Hermann Göring hastede til Hitlers hovedkvarter, da han hørte om Todts død i håb om at overtage Todts beføjelser. I stedet præsenterede Hitler Göring for et fait accompli med Speers udnævnelse, hvilket fik Göring til at rejse hjem uden at deltage i Todts begravelse.
Da Speer blev minister, var den tyske økonomi i modsætning til den britiske, ikke fuldt omstillet til krigsproduktion. Der blev stadig fremstillet forbrugsgoder i næsten samme omfang som i fredstid. Ikke mindre end fem "øverste autoriteter" havde indflydelse på våbenproduktionen. Kun få kvinder var beskæftiget i fabrikkerne, som kun kørte i et skift. En aften kort efter sin tiltrædelse tog Speer på besøg på en våbenfabrik i Berlin og fandt ingen mennesker på fabriksområdet.
Speer centraliserede magten over krigsøkonomien i sin egen person. Fabrikker fik selvstyre eller, som Speer udtrykte det, "selv-ansvar", og hver fabrik koncentrerede sig om et enkelt produkt. Med Hitlers stærke støtte (Hitler sagde: "Speer, jeg vil underskrive hvad som helst, der kommer fra Dem"), delte han våbenområdet efter våbensystemer, hvor det var eksperter frem for embedsmænd, der stod for ledelsen af hver afdeling. Ingen afdelingschef måtte være over 55, da de, som var ældre, havde let til at forfalde til "rutine eller arrogance" – og ingen næstkommanderende måtte være over 40. Over disse afdelinger var der en central planlægningskomite med Speer som formand, som i stigende grad havde ansvaret for krigsproduktionen og efterhånden for hele den tyske økonomi. Ifølge referatet fra en konference ved hærens overkommando i marts 1942: "Det er kun Speers ord, der tæller nu om stunder. Han kan gribe ind i alle afdelinger. Han står allerede over alle afdelinger ... i det hele taget er Speers holdning fokuseret på sagen." Goebbels skrev i sin dagbog i juni 1943: "Speer er stadig i kridthuset hos Føreren. Han er bestemt et geni til organisering." Speer var så dygtig i sin stilling, at han i slutningen af 1943 i store kredse inden for den nazistiske elite blev anset som en mulig efterfølger for Hitler.
Selv om Speer havde magt, var han naturligvis underordnet Hitler. Nazispidser gik nogle gange uden om Speer og søgte ordrer direkte fra Hitler. Da Speer beordrede fredstids-byggearbejde suspenderet, fik de nazistiske Gauleitere (distriktledere) dispensationer til deres yndlingsprojekter. Da Speer prøvede at få Hanke udnævnt til "generalfuldmægtig for beskæftigelse" (Generalbevollmächtigter für den Arbeitseinsatz) for at optimere brugen af tysk arbejdskraft udpegede Hitler under indflydelse af Martin Bormann i stedet Fritz Sauckel. Frem for at øge antallet af kvinder på arbejdsmarkedet og tage skridt til en bedre organisering af tysk arbejdskraft, hvilket Speer foretrak, gik Sauckel ind for at importere arbejdskraft fra de besatte lande – og hentede arbejdere til bl.a. Speers våbenfabrikker.
Men også Speer blev personligt hårdt rammet af krigen. Hans bror Ernst Speer (1906-43) omkom i slaget om Stalingrad og er aldrig blevet fundet. Han lå på et feltsygehus uden vægge og kun delvis overdækket med tag, syg af gulsot, med svulne ben og nyresmerter. Moren græd i telefonen til Albert, der havde sendt sin bror til østfronten med løfte om overflytning til Frankrig, straks felttoget var over. I det sidste brev fra Ernst skrev han, at han var taget tilbage til fronten, hellere end at se sine kammerater dø omkring sig på feltsygehuset. Erhard Milch blev sendt til Stalingrad for at foretage en overvågning af luftforsyningen fra 15. januar 1943. Speer fulgte ham til flyvepladsen. Milch lovede at prøve at finde hans bror og få ham fløjet ud, men både Ernst Speer og resterne af hans enhed viste sig at være sporløst borte, "savnet, formentlig døde". Et brev kom ud med fly: "fortvivlet over livet, vred på døden, bitter på mig, sin bror". 
Den 10. december 1943 besøgte Speer den underjordiske fabrik Dora-Mittelbau, som fremstillede V2-raketter med arbejdskraft fra koncentrationslejre. Chokeret over arbejdsbetingelserne (5,7 % af arbejdsstyrken døde den måned) og for at sikre, at arbejderne var i tilstrækkelig god stand til at udføre arbejdet, beordrede Speer forbedrede betingelser for arbejderne og bygning af den overjordiske Dora lejr. På trods af disse ændringer døde halvdelen af arbejderne i Mittelwerk. Speer kommenterede senere: "Forholdene for disse fanger var rent faktisk barbariske, og en følelse af dyb involvering og personlig skyld rammer mig hver gang, jeg tænker på dem."
I 1943 havde de allierede opnået luftoverlegenhed over Tyskland, og bombninger af tyske byer og industrier var blevet almindelige. De Allierede koncentrerede imidlertid ikke deres strategiske bombeoffensiv mod den tyske industri, og det lykkedes Speer, med sine evner for at improvisere, at overvinde tabene ved bombningerne. På trods af tabene blev den tyske kampvognsproduktion øget med 80 %, og produktionstiden for ubåde blev reduceret fra et år til to måneder. Produktionen fortsatte med at stige indtil andet halvår af 1944, hvor der var produceret tilstrækkeligt udstyr til 270 divisioner, selv om hæren kun havde 150 divisioner i felten.
I januar 1944 blev Speer syg af komplikationerne af et betændt knæ, og han var væk fra sit kontor i tre måneder. Under hans fravær forsøgte en række af hans rivaler, først og fremmest Göring, Bormann og SS-lederen Heinrich Himmler), at få nogle af hans beføjelser overført til sig. I april lykkedes det dem at fratage ham ansvaret for byggeriet, og Speer sendte straks et bittert brev til Hitler, som sluttede med et tilbud om at træde tilbage. Da han vurderede, at Speer var uundværlig for krigsindsatsen, overtalte feltmarskal Erhard Milch Hitler til at få sin minister til at genoverveje sagen. Hitler sendte Milch til Speer med en meddelelse, som ikke omtalte uoverensstemmelsen, men i stedet udtrykte, at han stadig satte Speer så højt som tidligere. Ifølge Milch udbrød Speer, da han hørte dette: "Føreren kan kysse mig i røven!" Efter en længere diskussion overtalte Milch Speer til at trække sin opsigelse tilbage, hvis han fik sine beføjelser tilbage. Speer besøgte Hitler den 23. april 1944, og Hitler forsikrede, at "alt vil forblive, som det var, og Speer er leder for al tysk byggevirksomhed".  Ifølge Speer havde han nok vundet denne uoverensstemmelse, men det havde Hitler også, "for han ønskede og behøvede mig tilbage i sit hjørne, og han fik mig".

### Rigets fald
Speers navn var med på listen over medlemmer i en regering efter Hitler, som konspiratorerne bag "20. juli-attentatet" mod Hitler havde udarbejdet. På listen var der et spørgsmålstegn og en tilføjelse "skal overtales" ud for hans navn, hvilket formentlig reddede ham fra de omfattende udrensninger, der fulgte efter det fejlslagne attentatforsøg.
I februar 1945 arbejdede Speer, som for længst havde forstået, at krigen var tabt, på at forsyne områder, der stod for at blive besat, med fødevarer og materialer til at bringe dem gennem de hårde tider, der lå forude. Den 19. marts 1945 udstedte Hitler Nero-befalingen, som gav ordre til, at den brændte jords taktik i såvel Tyskland som de besatte lande skulle tages i brug. Hitlers ordre berøvede Speer enhver mulighed for at blande sig i udførelsen af dekretet, og Speer konfronterede Hitler og fortalte ham, at krigen var tabt. Hitler gav Speer 24 timer til at genoverveje sin stilling, og da de to mødtes dagen efter, svarede Speer, "Jeg står ubetinget bag Dem." Han krævede imidlertid eneret til at gennemføre Nero-befalingen, og Hitler underskrev en ordre herom. Med denne ordre i hånden arbejdede Speer på at overtale generaler og Gauleitere til at omgå Nero-befalingen og undgå unødige ofre af mennesker og industri, som der ville blive brug for efter krigen.
Da det nazistiske regime brød endeligt sammen, lykkedes det Speer at nå til et relativt sikkert område i nærheden af Hamborg, men han besluttede sig for et sidste, risikabelt besøg i Berlin for at besøge Hitler en sidste gang. Speer udtalte i Nürnberg, "Jeg følte, at det var min pligt ikke at løbe bort som en kujon, men at stå over for ham igen." Speer besøgte Førerbunkeren den 22. april. Hitler syntes rolig og noget distræt, og de havde en lang usammenhængende samtale, hvorunder Hitler forsvarede sine handlinger og meddelte Speer sin hensigt om at begå selvmord og blive brændt. I den offentliggjorte udgave af Speers erindringer fortæller han, at han bekendte over for Hitler, at han havde trodset Nero-befalingen, men han forsikrede Hitler om sin personlige loyalitet, hvilket bragte tårer i diktatorens øjne. Gitta Sereny, som senere skrev en biografi om Speer, bemærkede at: "Psykologisk er det muligt, at det var på den måde, at han huskede begivenheden, for det var på den måde han gerne ville have ønsket at opføre sig, og den måde han gerne ville have at Hitler skulle reagere. Men realiteten er, at intet af dette fandt sted, og vores vidne herom er Speer selv." Sereny fortsætter med at bemærke, at Speers oprindelige udkast til sine memoirer ikke indeholdt bekendelsen og Hitlers tårefyldte reaktion, men indeholdt en direkte benægtelse af, at nogen bekendelse eller følelsesmæssig udveksling fandt sted, som det havde været hævdet i en artikel i et fransk blad.
Næste morgen forlod Speer Førerbunkeren, mens Hitler afmålt bød ham farvel. Speer gik igennem det beskadigede Rigskancelli en sidste gang, inden han forlod Berlin og tog tilbage til Hamborg. Den 29. april, dagen før sit selvmord, skrev Hitler sit testamente. I dokumentet blev Speer fjernet fra regeringen og erstattet af sin underordnede Karl-Otto Saur.

## Nürnbergdomstolen
Efter Hitlers død tilbød Speer sine tjenester til den såkaldte Flensburg regering, som blev ledet af Hitlers efterfølger, Karl Dönitz, og spillede en betydningsfuld rolle i dens kortlivede styre. Den 15. maj ankom amerikanerne og spurgte Speer, om han var villig til at levere oplysninger om effekten af luftkrigen. Speer indvilligede, og i løbet af de næste dage leverede han informationer om en lang række emner. Det var først den 23. maj, længe efter at de tyske tropper havde overgivet sig, at de allierede fængslede medlemmerne af Flensburg regeringen og formelt afsluttede Nazi-Tysklands eksistens.
Speer blev forhørt i adskillige interneringscentre for nazister. I september 1945 fik han at vide, at han ville blive anklaget for krigsforbrydelser, og nogle dage senere blev han ført til Nürnberg og fængslet der. Speer blev anklaget for alle fire punkter: Først for at have deltaget i en fælles plan eller komplot
om at begå forbrydelser mod freden. Dernæst for planlægning, igangsætning og gennemførelse af en angrebskrig og andre forbrydelser mod freden. For det tredje for krigsforbrydelser og endelig for forbrydelser mod menneskeheden.
Den amerikanske højesteretsdommer Robert Jackson, den øverste anklager i Nürnberg, hævdede, at "Speer deltog i planlægning og udførelse af programmet til at tvinge krigsfanger og udenlandske arbejdere ind i tyske krigsindustrier, hvilket forøgede produktionen, mens arbejderne svandt hen på grund af sult." Speers advokat, Dr. Hans Flächsner, beskrev Speer som en kunstner, der var skubbet ind i et politisk liv, men som altid forblev uideologisk, og som var blevet lovet af Hitler, at han kunne vende tilbage til arkitekturen efter krigen. Under sit vidneudsagn påtog Speer sig ansvar for nazistyrets handlinger:
I det politiske liv er der et ansvar for en persons egen sektor. Inden for det er han naturligvis fuldt ansvarlig. Men udover det er der et fælles ansvar, når han har været en af lederne. Hvem ellers kan stilles til ansvar for, hvad der sker, om ikke de nærmeste medarbejdere omkring statsoverhovedet?
En observatør ved retssagen journalist og forfatter William L. Shirer skrev at sammenlignet med sine medanklagede "gjorde Speer det mest ligefremme indtryk af dem alle og ... under den lange retssag talte han ærligt og uden forsøg på at undslippe sit ansvar og sin skyld". Speer bevidnede, at han havde planlagt at dræbe Hitler i begyndelsen af 1945 ved at kaste en beholder med giftgas ind i bunkerens luftindtag. Han sagde, at hans bestræbelser blev forhindret af en høj mur, som var blevet bygget rundt om luftindtaget. Speer sagde, at hans motiv var fortvivlelse over at erkende, at Hitler planlagde at trække det tyske folk med sig i faldet. Speers påståede attentatplan blev mødt med nogen skepsis. Speers arkitektrival Hermann Giesler snerrede, "den næstmest magtfulde mand i staten havde ingen stige."
Speer blev fundet skyldig i krigsforbrydelser og forbrydelser mod menneskeheden, mens han blev frikendt for de andre to anklager. Den 1. oktober 1946 blev han idømt 20 års fængsel. Mens tre af de otte dommere (to sovjetiske og en amerikansk) oprindelig gik ind for dødsstraf til Speer, var de øvrige dommere imod, og de nåede et kompromis efter to dages diskussion og "studehandel". 
I dommen hed det at:
... i de afsluttende faser af krigen [var Speer] en af de få mænd, som havde mod til at fortælle Hitler, at krigen var tabt, og tage skridt til at forhindre den meningsløse ødelæggelse af produktionsanlæg, såvel i de besatte områder som i Tyskland. Han gennemførte sin modstand mod Hitlers brændte jords taktik ... ved med overlæg at sabotere det med betydelig personlig risiko til følge.
Tolv af de anklagede blev dømt til døden (herunder Bormann, in absentia) og tre blev frikendt; kun syv af de anklagede blev idømt fængsel. De ventede i cellerne i Nürnberg, mens de allierede diskuterede, hvor og under hvilke betingelser, de skulle holdes fængslet.

## Fængsel
Den 18. juli 1947 blev Speer og hans seks medfanger, som alle var højt placeret i nazistyret, fløjet fra Nürnberg til Berlin under kraftig bevogtning. Fangerne blev ført til Spandaufængslet i den britiske sektor i Vestberlin og fik fangenumre. Speer blev nr. 5. I begyndelsen sad fangerne i isolation undtagen en halv time om dagen og fik hverken lov til at tale med hinanden eller med vagterne. Efterhånden blev de stramme regler lempet, især i de tre ud af fire måneder, hvor de vestallierede havde kontrollen. Speer anså sig selv for en udstødt blandt sine medfanger, fordi han havde påtaget sig ansvar i Nürnberg.
Speer gjorde en bevidst indsats for at bruge sin tid så produktivt som muligt. Han skrev: "Jeg er besat af ideen om at bruge tiden som indespærret til at skrive en betydningsfuld bog ... Det kunne forandre fængselscellen til et studerekammer." Fangerne fik forbud mod at skrive erindringer, og posten blev alvorligt begrænset og censureret. På grund en venligsindet oppasser kunne Speer få sine skriverier, der efterhånden fyldte 20.000 ark, sendt til sin ven Rudolf Wolters. I 1954 havde Speer afsluttet sine erindringer, og Wolters sørgede for at få dem overført til 1.100 maskinskrevne sider, og de blev senere brugt som grundlag for bogen Erindringer. Speer kunne også sende breve og meddelelser til banken og modtage skrivepapir og breve udefra. Hans mange breve overbragt hemmeligt til sine børn dannede grundlag for Spandauer Tagebücher.
Da udkastet til erindringer var færdige og hemmeligt viderebragt, ledte Speer efter et nyt projekt. Han fandt det, mens han fik sin daglige motion ved at gå i cirkler rundt i fængselsgården. Ved omhyggeligt at måle længden af runderne satte Speer sig for at gå afstanden fra Berlin til Heidelberg. Han udvidede derefter sin ide til en verdensomspændende rejse og forestillede sig de steder, han "rejste" igennem, mens han gik rundt om fængselsgården. Speer bestilte rejsebøger og andre materialer om de lande, som han forestillede sig at gennemrejse, så han så vidt som muligt kunne danne sig et præcist billede.
Omhyggeligt beregnede han hver meter, han "rejste" og kortlagde afstande på den rigtige verdens geografi. Han begyndte i det nordlige Tyskland, passerede gennem Asien gennem en sydlig rute, inden han gik ind i Sibirien, krydsede Beringstrædet og fortsatte sydpå, til han ved slutningen af sin indespærring endte 35 km syd for Guadalajara i Mexico.
Speer brugte en stor del af sin tid og energi på at læse. Spandaufængslet havde ikke noget bibliotek, så bøger blev tilsendt fra Spandaus kommunebibliotek. Fra 1952 kunne fangerne også bestille bøger fra Berlins centralbibliotek i Wilmersdorf. Speer var en læsehest og læste over 500 bøger i løbet af de første tre år i Spandau. Han læste klassiske romaner, rejsebøger, bøger om det gamle Egypten og biografier om personer som Lucas Cranach, Friedrich Preller og Genghis Khan. Speer arbejdede i fængselshaven for sin fornøjelse for at have noget fornuftigt at tage sig til, mens han var ramt af skriveblokade. Han fik lov til at opbygge en ambitiøs have og ændrede, hvad han betegnede som et vildnis til noget, den amerikanske kommandant i Spandau beskrev som "Speers Edens have". 
Speers støtter blev ved med at kræve ham løsladt. Blandt dem var Charles de Gaulle, den amerikanske diplomat George Ball, den tidligere amerikanske højkommissær John J. McCloy, og den tidligere anklager i Nürnberg Hartley Shawcross. Willy Brandt var ligeledes en stærk fortaler for Speer, hvis løsladelse han støttede, og sendte blomster til hans datter den dag, han blev løsladt, og afsluttede afnazificeringen af Speer, som ellers ville have betydet, at hans ejendom skulle konfiskeres. En afkortelse af straffen krævede imidlertid alle fire besættelsesmagters samtykke, og de sovjetiske myndigheder afslog ethvert forslag. Speer udstod sin fulde straf og blev løsladt ved midnat, da den 1. oktober 1966 begyndte.

## Løsladelse og senere liv
Speers løsladelse var en mediebegivenhed verden over, så journalister og fotografer flokkedes i gaden uden for Spandau og i forhallen til det hotel i Berlin, hvor Speer tilbragte sine første timer i frihed i over 20 år.  Speer havde imidlertid ikke mange kommentarer og gemte de fleste til et stort interview, som blev offentliggjort i Der Spiegel i november 1966, hvori han tog personligt ansvar for forbrydelser begået af nazistyret. Han opgav planer om at vende tilbage til arkitekturen, da to partnere døde kort inden hans løsladelse, og gennemgik i stedet sine skrifter, som blev til to selvbiografiske bøger. Senere researcherede og udgav han en tredje om Himmler og SS. Hans bøger, ikke mindst Erindringer (tysk: Erinnerungen) og Spandau: The Secret Diaries, giver et enestående personligt indblik i personlighederne i det tredje rige og værdsættes af historikerne. Speer fik hjælp til udformningen af Joachim Fest og Wolf Jobst Siedler fra forlaget Ullstein.
Efter udgivelsen af sine bøger gav han betydelige beløb til jødisk velgørenhed. Ifølge Siedler udgjorde de op imod 80 % af hans honorarer. Speer gav pengene anonymt, dels af frygt for at de ville blive afvist, dels af frygt for at blive kaldt en hykler.
Allerede i 1953, da Wolters kraftigt havde opponeret mod, at Speer i udkastet til sine erindringer omtalte Hitler som en forbryder, havde Speer forudset, at han ville komme til at miste "ganske mange venner" ved udgivelsen. Det gik i opfyldelse, da nære venner såsom Wolters og billedhuggeren Arno Breker tog afstand fra ham efter udgivelsen af Erindringer. Hans Baur, Hitlers personlige pilot, mente at "Speer må have tabt forstanden." Wolters undrede sig over, at Speer ikke "red rundt i en bodsskjorte og delte ud af sin velstand til ofrene for nationalsocialismen, afsvor alle livets bekvemmeligheder og levede af insekter og vild honning".
Speer stillede sig i vidt omfang til rådighed for historikere og andre forskere. Han gav et stort dybdeborende interview i juninummeret af Playboy i 1971, hvor han udtalte: "Hvis jeg ikke opdagede det, var det, fordi jeg ikke ønskede at opdage det." I oktober 1973 rejste Speer for første gang til Storbritannien og fløj til London under falsk navn for at give et interview til BBCs Midweek program. I lufthavnen i Heathrow blev han tilbageholdt i otte timer, mens de britiske immigrationsmyndigheder fastslog hans rigtige identitet. Indenrigsminister Robert Carr gav Speer opholdstilladelse i 48 timer. Mens han var i London 8 år senere for deltage i et andet program på BBC, fik han et slagtilfælde og døde den 1. september 1981.
Selv mod slutningen af sit liv fortsatte Speer med at sætte spørgsmålstegn ved sine handlinger under Hitler. I sin sidste bog om SS, spørger han "Hvad ville der være sket, hvis Hitler havde bedt mig om at træffe beslutninger, som fordrede den yderste hensynsløshed?...Hvor langt ville jeg være gået?...Hvis jeg havde haft en anden stilling, i hvilket omfang ville jeg så have givet ordre til grusomheder, hvis Hitler havde givet mig besked på at gøre det?" Speer besvarede ikke spørgsmålene.
Speers datter Hilde, gift Schramm, brugte sin farsarv til støtte for jødiske kvinders projekter.

## Eftermæle og kontroverser

### Arkitektonisk eftermæle
Der er ikke meget tilbage af Speers arkitektoniske værker udover planer og fotografier. Få af de bygninger, som Speer tegnede i nazitiden, findes i dag i Berlin. Dog står der stadig en række lygtepæle langs Straße des 17. Juni, som Speer tegnede. Tribunen på Zeppelinfeld stadion i Nürnberg er delvis nedrevet, men findes ellers stadig.

### Handlinger vedrørende jøderne
Som Generalbauinspektor i Berlin havde Speer ansvaret for den centrale forvaltning for genhusning. Fra 1939 og frem anvendte forvaltningen Nürnberglovene til at udsætte jødiske beboere fra ejendomme, som blev ejet af ikke-jøder i Berlin, for at skaffe plads til ikke-jødiske lejere, som blev husvilde på grund af saneringer eller udbombninger. Det endte med, at 75.000 jøder blev udsat på denne måde. Speer var opmærksom på disse aktiviteter og forhørte sig om, hvordan de skred frem. Der eksisterer mindst et originalt memo, hvor Speer spørger til disse forhold, og det samme gør dagbogen over forvaltningens aktiviteter, som blev ført af Wolters.
Speer overlod efter sin løsladelse dagbogen til Bundesarchiv, men i en redigeret udgave, hvori Wolters havde fjernet enhver omtale af jøderne. Da historikeren David Irving opdagede, at der var afvigelser mellem denne dagbog og andre dokumenter, forklarede Wolters situationen til Speer, der svarede Wolters, at de relevante sider i den oprindelige dagbog skulle "ophøre med at eksistere". Wolters destruerede dog ikke dagbogen, og da hans venskab med Speer blev dårligere, tillod han en studerende, Matthias Schmidt, som skrev en doktordisputats, adgang til den oprindelige dagbog, og som efter at være blevet doktor skrev en bog om emnet: Albert Speer: The End of a Myth. Speer anså Wolters' handlinger for at være "forræderi" og "en kniv i ryggen". Den oprindelige dagbog havnede i Bundesarchiv i 1983, efter at både Speer og Wolters var døde.

### Viden om Holocaust
Speer fastholdt i Nürnberg og i sine erindringer, at han ikke havde faktisk viden om Holocaust. I Erindringer skrev han, at han i midten af 1944 fik at vide af Hanke, som var Gauleiter i Nedre Schlesien), at han aldrig skulle tage imod en invitation til at inspicere en koncentrationslejr i Øvre Schlesien, da "han havde set noget der, som han ikke måtte beskrive, og ikke kunne beskrive". Speer konkluderede senere, at Hanke måtte have talt om Auschwitz, og bebrejdede sig selv, at han ikke havde udspurgt Hanke nærmere eller havde søgt nærmere oplysninger fra Himmler eller Hitler:
"Disse sekunder [da Hanke fortalte dette til Speer, og Speer undlod nærmere undersøgelse] var øverst i min bevidsthed, da jeg over for den internationale domstol i Nürnberg udtalte, at som en højtplaceret leder i Riget, måtte jeg dele det fulde ansvar for alt, hvad der var sket. For fra det øjeblik var jeg moralsk uafvaskelig. Af frygt for at opdage noget, som kunne have fået mig til at afvige fra min kurs, havde jeg lukket øjnene ... fordi jeg fejlede på daværende tidspunkt. føler jeg mig stadig i dag ansvarlig for Auschwitz i en helt igennem personlig form."
En stor del af kontroversen om Speers viden om Holocaust har været koncentreret om hans tilstedeværelse på Posenkonferencen den 6. oktober 1943, hvor Himmler holdt en tale, hvori han gav detaljer om det igangværende massemord til naziledere. Himmler sagde: "Den alvorlige beslutning måtte tages om at få dette folk til at forsvinde fra jordens overflade ... i de lande vi har besat, vil det jødiske spørgsmål være håndteret ved årets udgang." Speer omtales flere gange i talen, og Himmler lader til at tale til ham direkte. I sine erindringer omtaler Speer sin egen tale til tilhørerne (som foregik tidligere på dagen), men omtaler ikke Himmlers tale.
I 1971 udgav den amerikanske historiker Erich Goldhagen en artikel, hvori han hævdede, at Speer var til stede under Himmlers tale. Ifølge Fests biografi om Speer ville "Goldhagens beskyldning så sandelig have været mere overbevisende", hvis ikke han havde sat formentlig belastende udtalelser, som kædede Speer sammen med Holocaust, i citationstegn og tillagt Himmler dem, når de rent faktisk var opfundet af Goldhagen. Som svar, og efter omfattende undersøgelser i Bundesarchiv i Koblenz, sagde Speer, at han havde forladt Posen omkring middag (længe inden Himmlers tale) for at rejse til Ulveskansen, Hitlers hovedkvarter i Rastenburg. I Erindringer som blev udgivet inden Goldhagens artikel, skrev Speer, at om aftenen efter konferencen blev mange højt placerede nazister så fulde, at de måtte have hjælp til at komme om bord på det særtog, som skulle køre dem til et møde med Hitler. En af hans biografer, Dan van der Vat, mener at dette nødvendigvis medfører, at han måtte have været tilstede i Posen på det tidspunkt og må have hørt Himmlers tale. Som svar på Goldhagens artikel har Speer hævdet, at da han skrev Erindringer tog han fejl og beskrev en hændelse, som fandt sted ved en anden konference i Posen et år senere, som om den var foregået i 1943.
I 2005 skrev den britiske avis The Daily Telegraph, at der var dukket dokumenter op, som antydede, at Speer havde givet tilladelse til brug af materialer til udvidelse af Auschwitz efter at to af hans assistenter havde besigtiget lejren på en dag, da næsten 1.000 jøder blev myrdet. Dokumenterne skulle bære kommentarer i Speers egen håndskrift. Speers biograf Gitta Sereny hævdede, at Speer på grund af sin voldsomme arbejdsbyrde ikke personligt kunne have været klar over sådanne aktiviteter.
Debatten om Speers viden om eller delagtighed i Holocaust gjorde ham til et symbol for folk, som var involveret i nazistyret, men som endnu ikke havde eller hævdede ikke at have taget aktiv del i styrets grusomheder. Som filminstruktøren Heinrich Breloer bemærkede: "[Speer skabte] et marked for folk, som sagde: 'Tro mig, jeg vidste ikke noget om Holocaust. Se bare på Førerens ven, han vidste det heller ikke.'"

## Eksterne kilder
- Affidavit of Albert Speer (engelsk): Vidneudsagn, beediget og underskrevet i München den 15. juni 1977, oversat til engelsk fra den tyske original på Jewish Virtual Library.
- Albert Speer's Berlin (engelsk og tysk): Interaktive kort og 3D rekonstruktioner af Speers bygninger i Berlin.
- BBC – BBC Four – Audio Interviews – Albert Speer (engelsk)
- Review of Albert Speer: His Battle with Truth på Foreign Affairs (engelsk)
- Speer und Er Arkiveret 23. marts 2005 hos  Wayback Machine (tysk): Dokudrama med anklager om hans rolle f.eks. ved bygningen af Auschwitz.